# 이스즈 포워드
이스즈 포워드(영어: Isuzu Forward, 일본어: いすゞ・フォワード 이스즈 훠와아도[*])는 일본 이스즈 자동차사가 생산하는 중형 트럭으로 1970년부터 생산되어 이스즈 자동차의 트럭 모델 중 이스즈 엘프 다음으로 두 번째로 오래되었다.

## 개요
1970년 이스즈 TY 모델의 후속으로 출시된 모델로 해외 판매 시 이스즈 F 시리즈로 판매하고 있다. 남아메리카의 경우 쉐보레 브랜드로 판매하고 있다.

## 모델

### 이스즈 TV
- 1966년 5월 : 이스즈 포워드의 전신으로 출시되었다. 엔진은 D370형이 탑재되었다.
- 1967년 : 3.5톤 차량이 출시되었다.
- 1968년 3월 : 마이너 체인지로 전면부 그릴의 디자인이 변경되었다.

### 제 1세대 모델 (1970년~1975년/1986년)
- 1970년 4월 : 이스즈 TV 후속 모델로 출시되었다. 엔진은 D500형이 탑재되었다. 이스즈 TV형에 이어 세미 캡오버 방식이 적용되었다.
- 1971년 7월 : D500형 엔진이 개량되었다.
- 1972년 : 페이스 리프트가 진행되었고, SBR형 차량이 라인업에서 추가되었다.
- 1974년 5월 : 최초로 자동변속기를 탑재했다.
- 1975년 8월 : 이스즈 포워드 2세대 모델 출시와 동시에 단종되었다. 그러나 S캡 타입의 경우 1986년까지 생산되었다.

### 제 2세대 모델 (1975년~1985년)

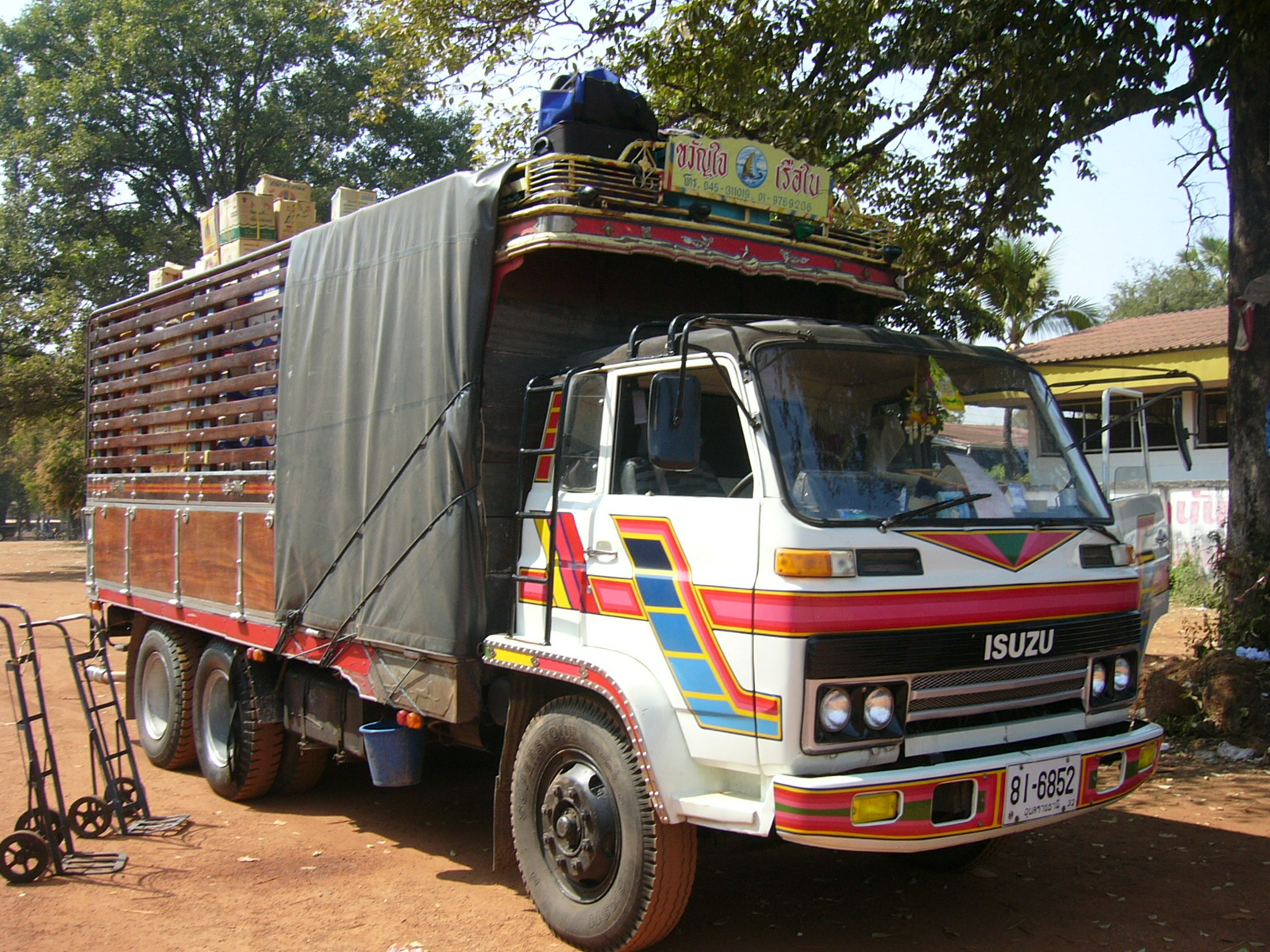
이스즈 포워드 2세대 후기형

- 1975년 8월 : 이스즈 포워드 1세대 모델 후속으로 출시되었다. 엔진은 6BB1형이 탑재되었고, SBR/FBR/JBR 라인업으로 구성되었다.
- 1976년 7월 : 6BD1형 엔진을 탑재한 포워드 FX-II 차량이 판매되었다.
- 1978년 8월 : 전륜구동 차량인 SCS330형과 SCS370형이 출시되었다.
- 1979년 10월 : 배출가스 규제 대응에 따라 마이너 체인지를 하면서 엔진의 경우 6BF1형이 탑재되었다.
- 1980년 12월 : 6BF1형 엔진이 개량되었다.
- 1981년 3월 : 4.5톤급과 5.5톤급 트랙터 차량이 추가되었다.
- 1982년 6월 : 5톤 컨테이너형 차량과 와이드 캡등 32종의 라인업이 추가되었다.
- 1984년 2월 : 배출가스 규에 대응에 따라 마이너 체인지를 하면서 새로운 엔진이 탑재되었다. 그와 동시에 내외장 디자인도 변경되었다.
- 1984년 8월 : 에어 서스펜션이 장착된 차량이 출시되었다.
- 1985년 6월 : 이스즈 3세대 모델 출시와 동시에 단종되었다.

### 제 3세대 모델 (1985년~1994년)

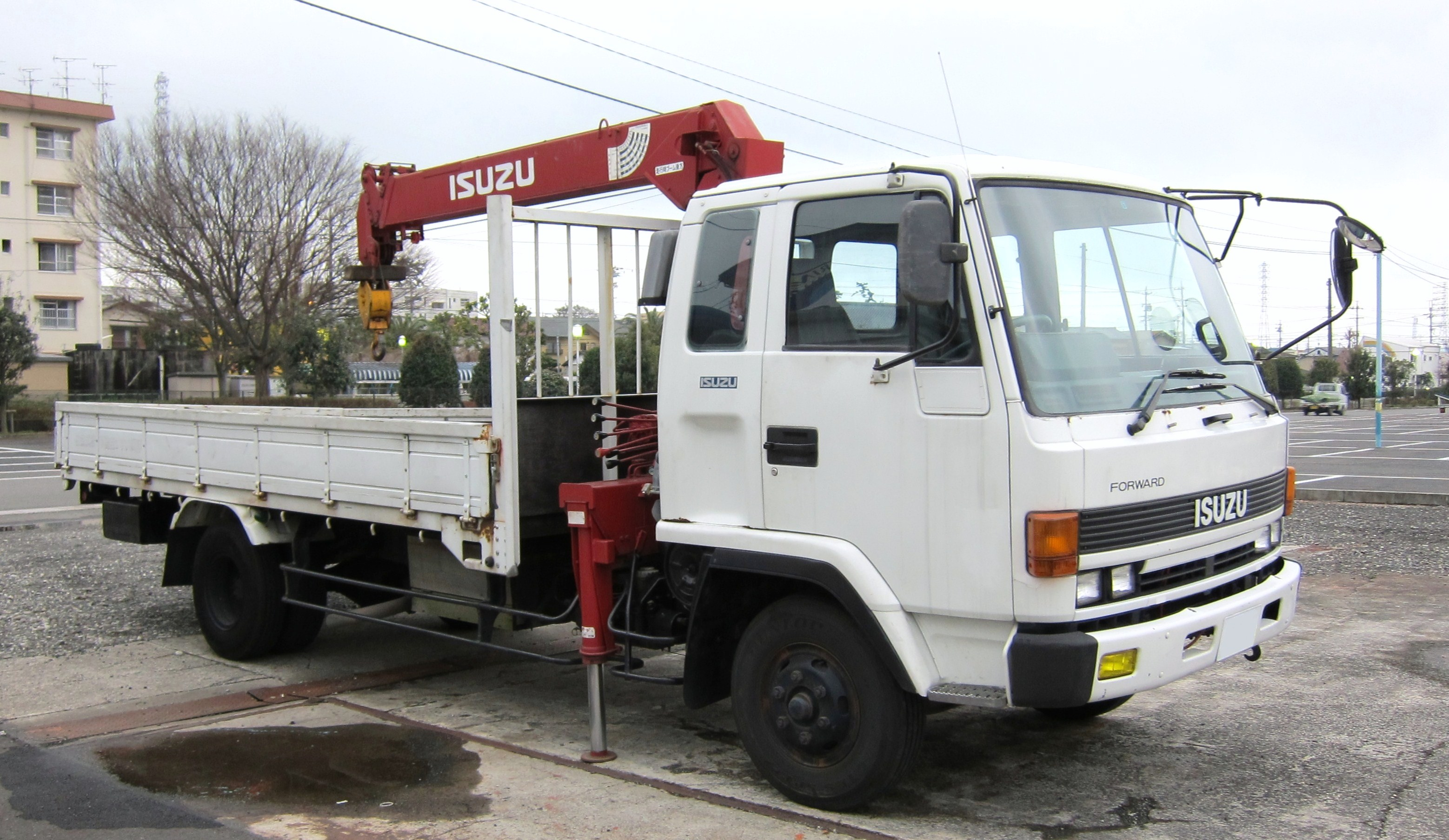
이스즈 포워드 3세대 중기형 카고 모델

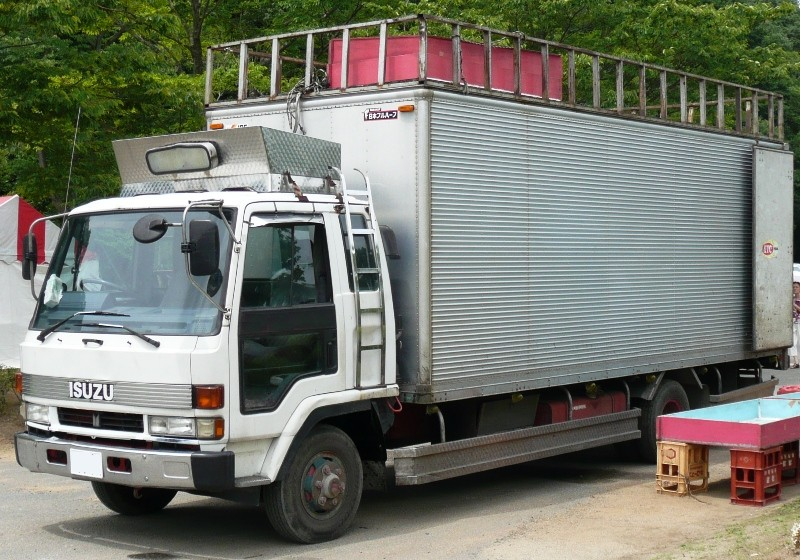
이스즈 포워드 3세대 후기형

- 1985년 6월 : 이스즈 포워드 2세대 모델 후속으로 출시되었다. 당시 개발 코드명은 840이고, 트럭 모델 최초로 굿 디자인 상을 수상했다. 또한 자동변속기 탑재 시 소방차와 같은 특수 차량의 경우 오토메틱 로고가 장착했다.
- 1985년 8월 : 5톤급과 7톤급 차량이 라인업에서 추가되었다.
- 1987년 6월 : 자동변속기 모델인 NAVI6형이 탑재되었다.
- 1988년 1월 : 마이너 체인지로 전면 그릴의 변경되었다. 인터쿨러 버전 사양의 경우 에어댐이 탑재되었다.
- 1989년 1월 : 유압식 브레이크 탑재 차량에 한해 에어 브레이크가 탑재되었다.
- 1990년 4월 : 헤드램프 형태가 변경되었다. 이스즈 엘프, 이스즈 슈퍼크루저 차량에 적용되었다. 엔진의 경우 6HE1형이 탑재되었고 파워 윈도우, 자동 도어락 기능, 운전석 팔걸이 기능이 추가되었다.
- 1992년 2월 : 현재의 이스즈 자동차 로고가 탑재된 차량이 처음으로 출시되었다.
- 1992년 4월 : 인터쿨러 터보 형태의 6HE1-TC형 엔진을 탑재한 차량이 출시되었다. 또한 ABS가 옵션으로 설정되었다.

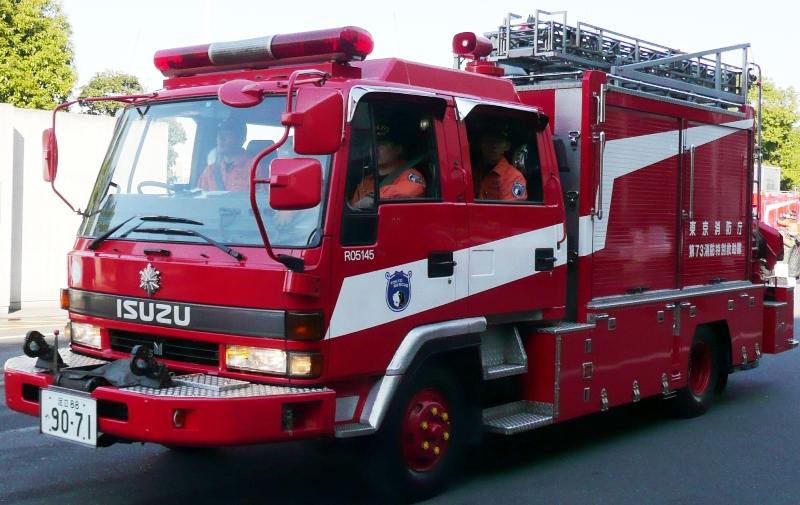
이스즈 포워드 3세대 후기형 소방 차량

### 제 4세대 모델 (1994년~2007년5월)

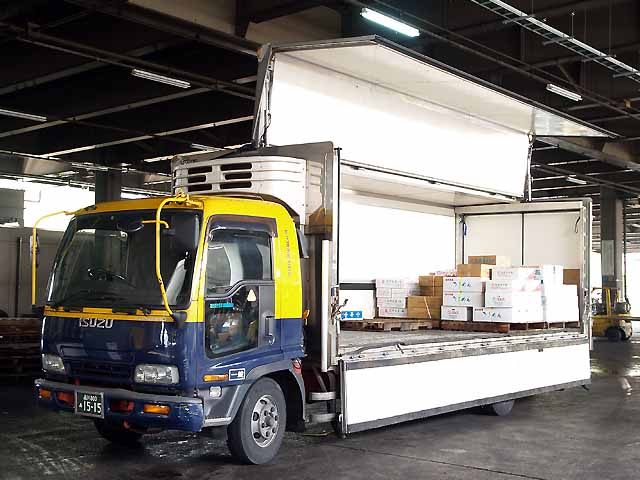
이스즈 포워드 4세대 중기형 카고 모델

- 1994년 2월 : 이스즈 포워드 3세대 모델 후속으로 출시되었다. 엔진은 6HE1-S형과 6HE-TCS형이 탑재되었다.
- 1994년 7월 : 5톤급과 7톤급 차량이 라인업에서 추가되었다.
- 1995년 2월 : 배출가스 규제 대응에 따라 8.2L 6HH1형 엔진이 추가되었다.
- 1996년 1월 : 7톤 차량인 FTS형 차량과 10톤 차량인 FVZ 차량이 추가되었다.
- 1997년 1월 : 중형 트럭 최초로 SRS 에어백이 적용되었다.
- 1997년 12월 : 천연 가스 차량 사양이 출시되었고, 엔진은 6HAS형이 탑재되었다.
- 1999년 4월 : 페이스 리프트로 7.2L 6HL1형 엔진과 CRDi 기술이 적용된 7.8L 6HK1-TC형이 인터쿨러 버전으로 탑재되었다. 저상 4WD 차량인 FRS-J,FSS-J 차량이 라인업에서 추가되었다.
- 1999년 7월 : 이스즈 포워드 맥스 차량이 출시되었고, 에어 서스펜션의 형태만 변경되었다.
- 2002년 2월 : 소음 규제 대응에 따라 마이너 체인지가 되었다.
- 2002년 12월 : GVW 8톤 이상의 차량에 대해 속도 제한 장치가 추가되었다.
- 2004년 4월 : 배출가스 규제 대응에 따라 배기 산화 촉매 분사 시스템이 개량되었다.
- 2005년 6월 : 5.2L 직렬 4기통 4HK1-TC형 엔진 탑재 차량에 한해 신장기 규제 기준에 대응해 일부 개량되었다.

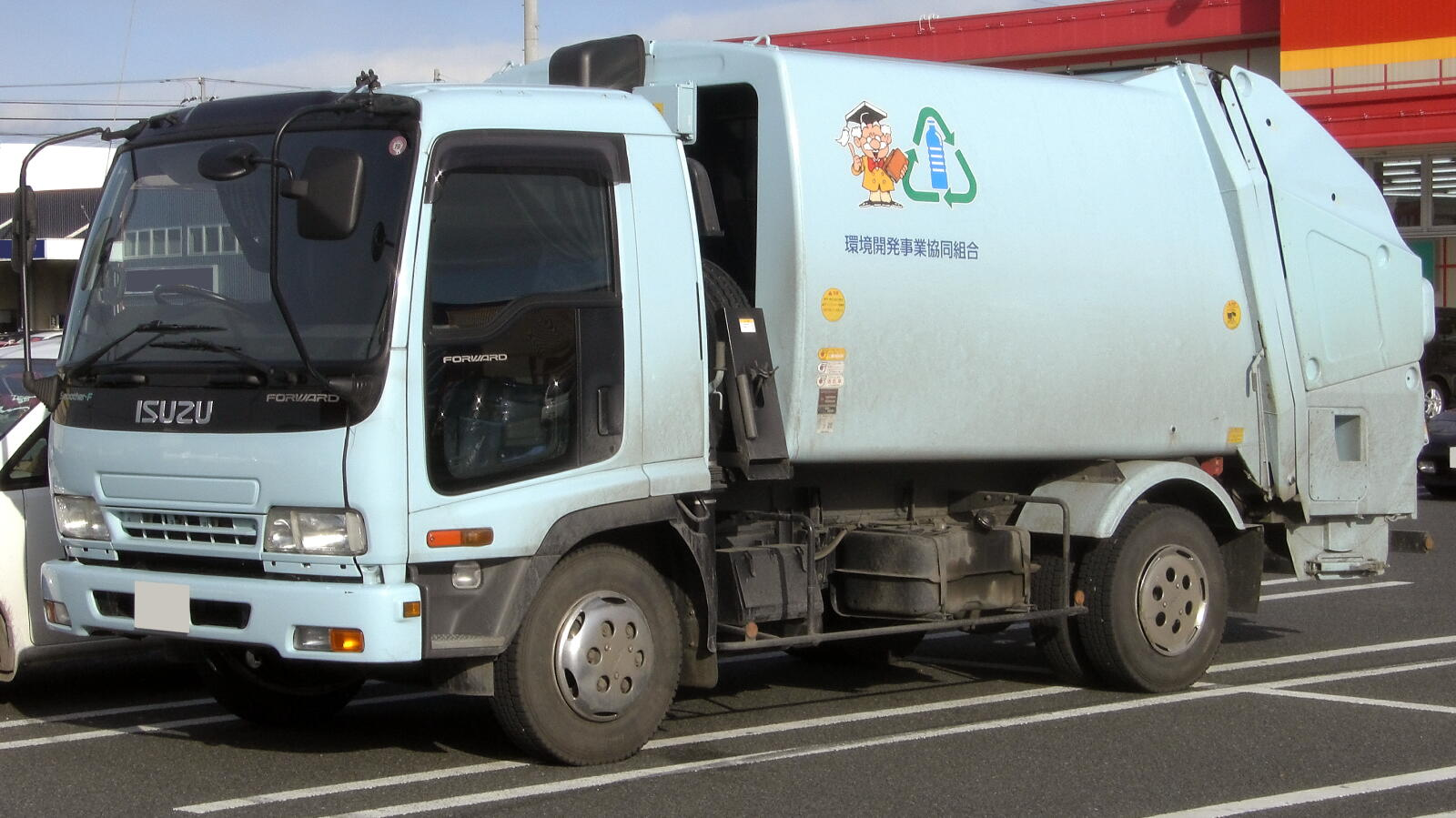
4세대 후기형 청소차
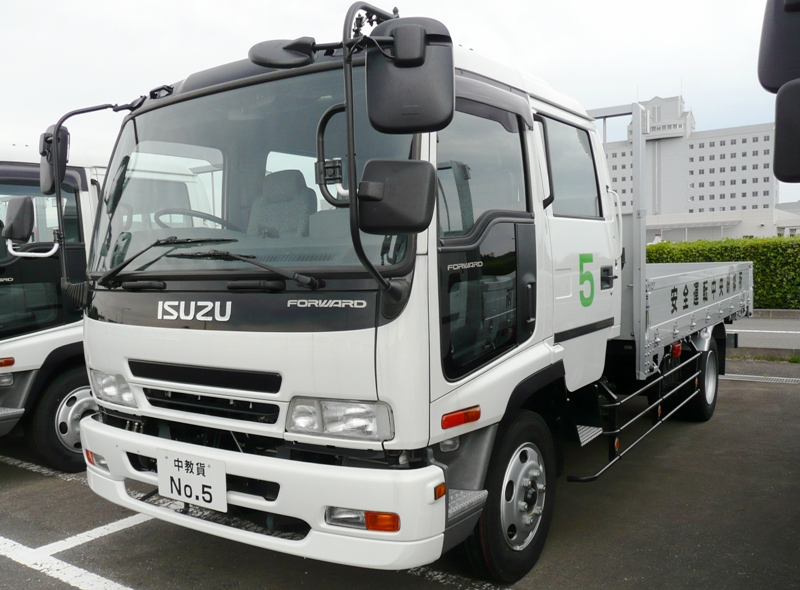
4세대 후기형 더블캡
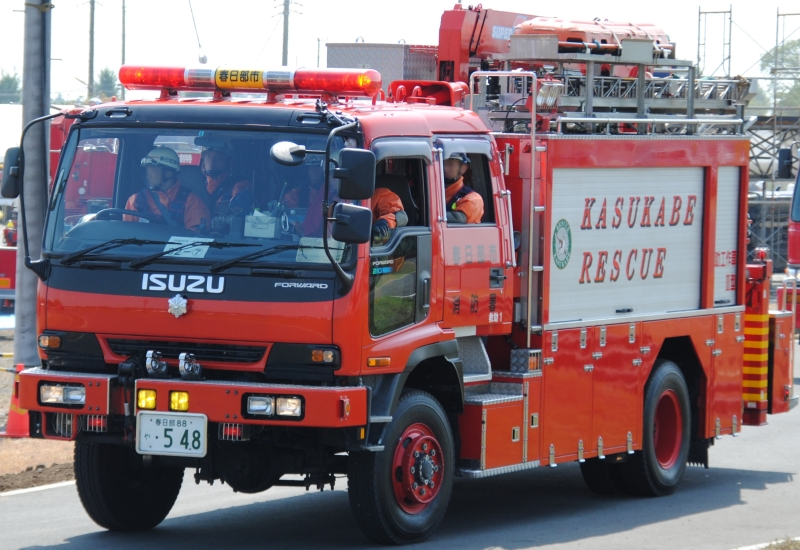
4세대 4WD형 소방 차량
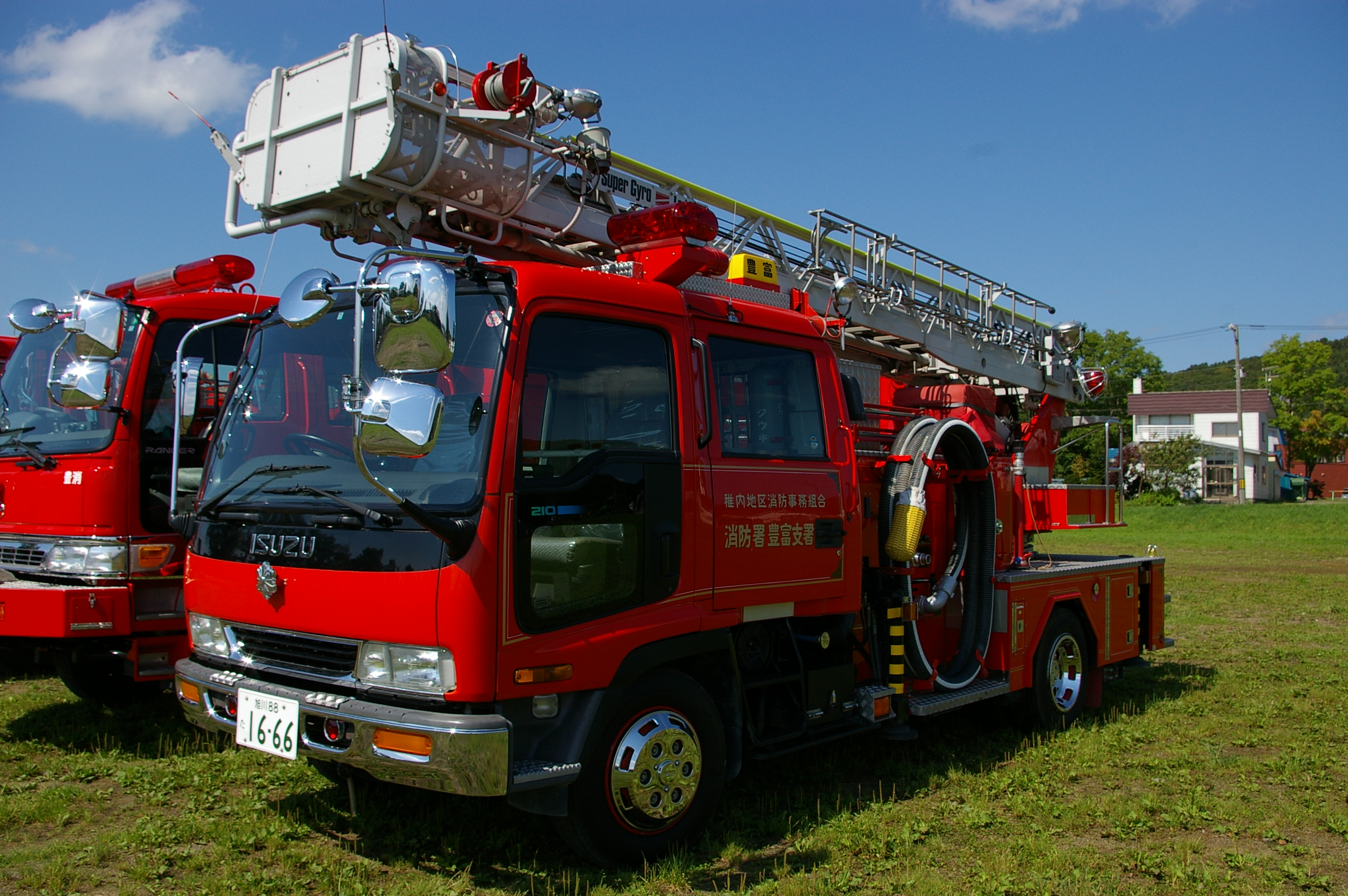
4세대 소방 차량
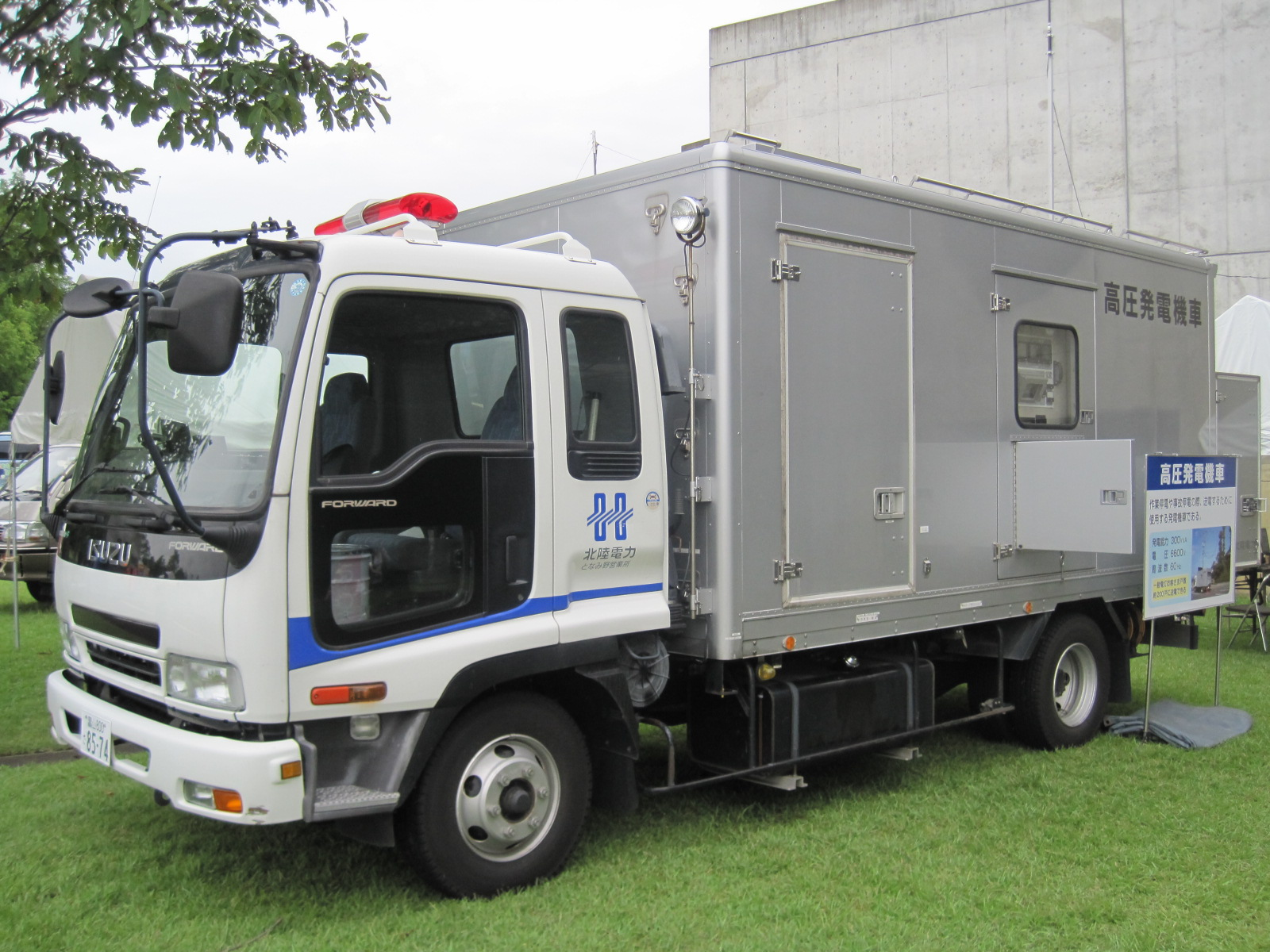
4세대 전원 차량
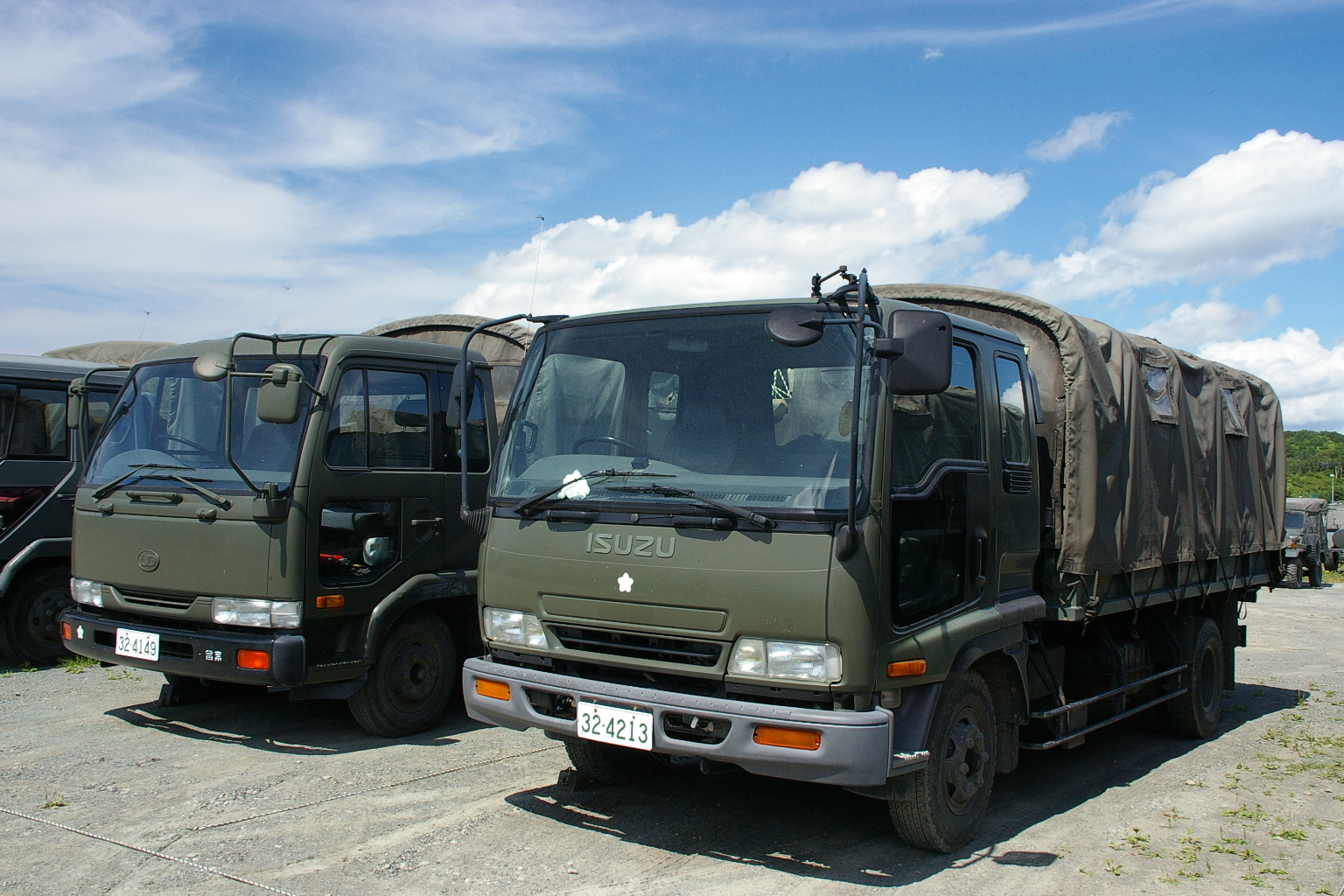
4세대 육상 자위대 차량
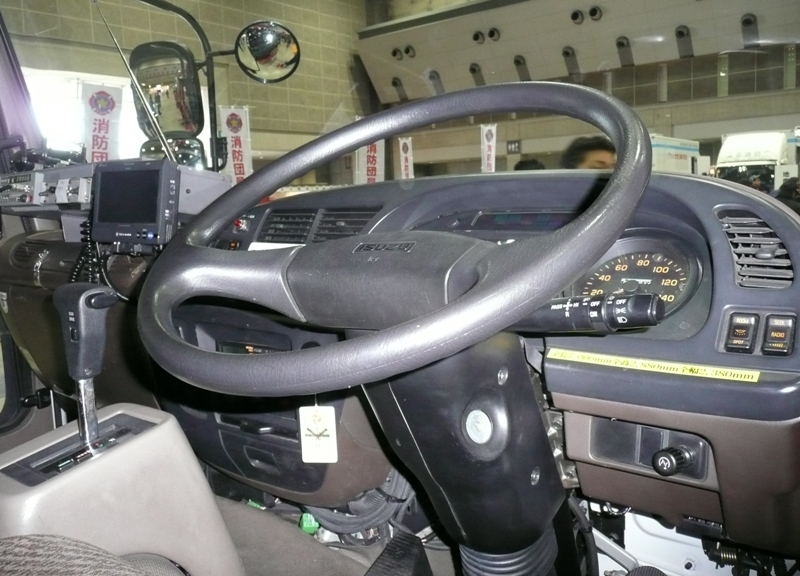
4세대 초기형 운전석
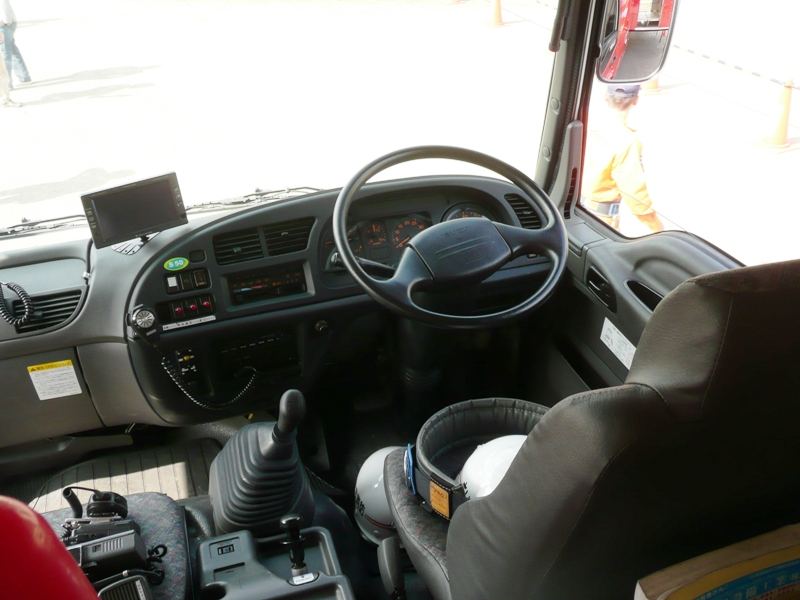
4세대 후기형 운전석

### 제 5세대 모델 (2007년5월~ 현재)

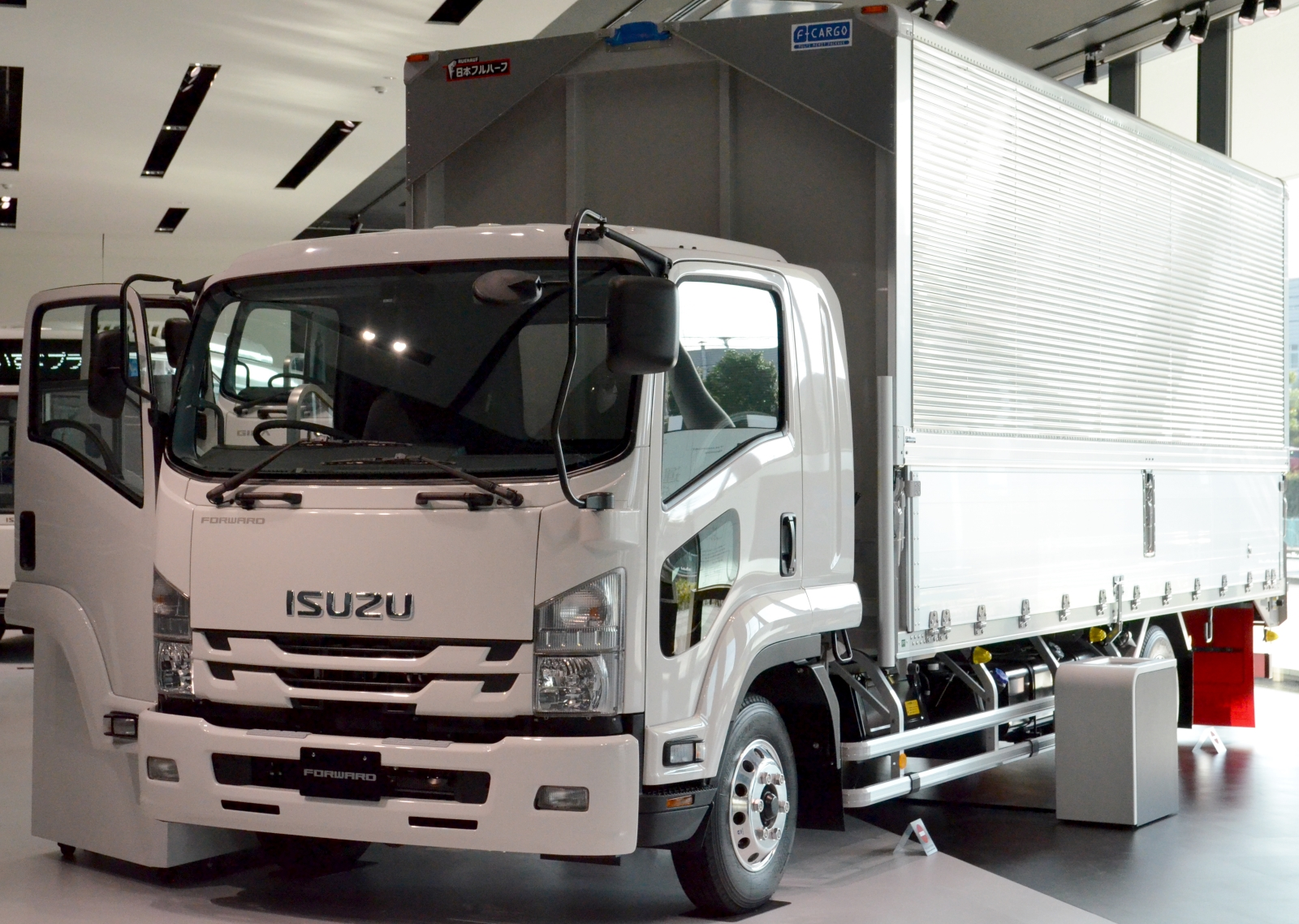
이스즈 포워드 5세대 후기형

- 2007년 5월 24일 : 출시. GVW 8톤 차량과 11톤 차량이 동시에 출시되었고, 6HK1-TCS엔진의 출력도 향상되었다. 기존에 탑재된 NA형 엔진 차량이 단종되었다. 또한 이스즈 엘프 모델과 부품을 공유하고 있으며, 처음으로 기계식 자동변속기가 적용되었다.
- 2007년 9월 : 천연 가스 사양에 한해 마이너 체인지가 되었다.
- 2010년 5월 : 마이너 체인지로 6HK1형 엔진에 SCR 방식이 적용되었다.
- 2011년 5월 : 배출가스 규제 대응에 따라 엔진이 4HK1형으로 변경했으나 디피트 장치 문제로 배출가스 규제 대응한 모델 생산이 중단되었다.
- 2011년 6월 : 일본 국토교통성에서 도로운송차량법 위반으로 인한 리콜 시정 명령이 내렸다.
- 2013년 10월 : 도쿄 모터쇼에서 6륜 차량이 출시되었다.
- 2014년 10월 : 마이너 체인지로 LDWS와 IESC을 옵션으로 장착한 차량이 출시되었다. 또한 라디에이터 그릴과 스티어링 휠의 형태가 변경되었다.
- 2017년 3월 : GVW7.5톤 차량이 라인업에서 추가되었다.
- 2017년 4월 : 마이너 체인지로 GVW20톤 차량의 엔진이 6NX1형 엔진으로 변경되었다.[1]
- 2017년 7월 : 닛산 디젤 콘도르 차량이 OEM 생산 방식으로 변경되었다.
- 2017년 10월 : 이스즈 자동차 창립 80주년 기념으로 한정판 차량 200대가 제작되었다.[2]

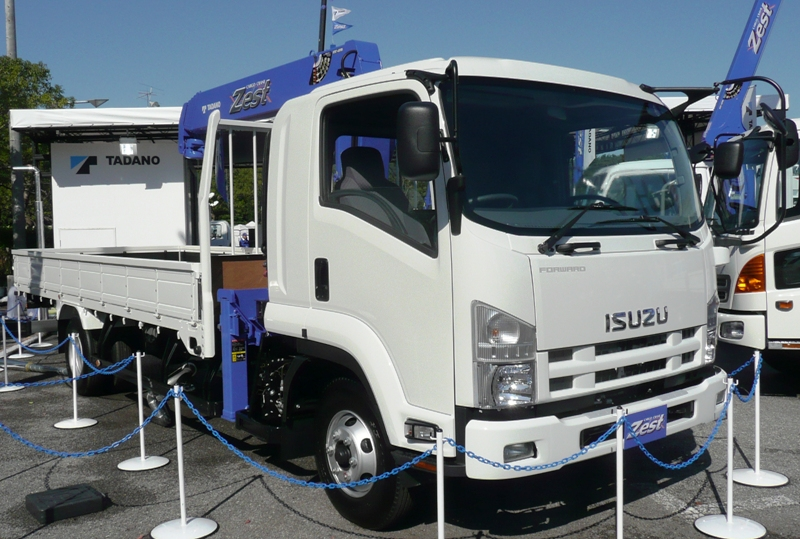
크레인 카고 사양
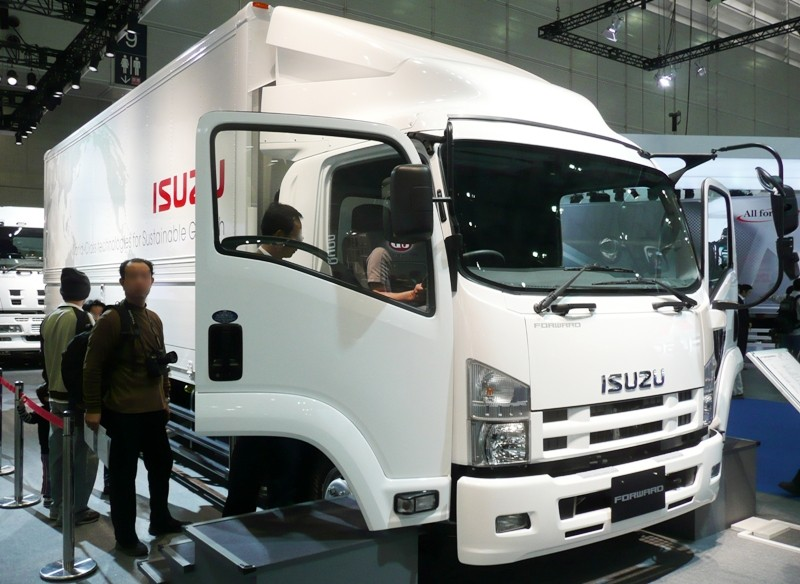
와이트캡 GVW 11톤 사양
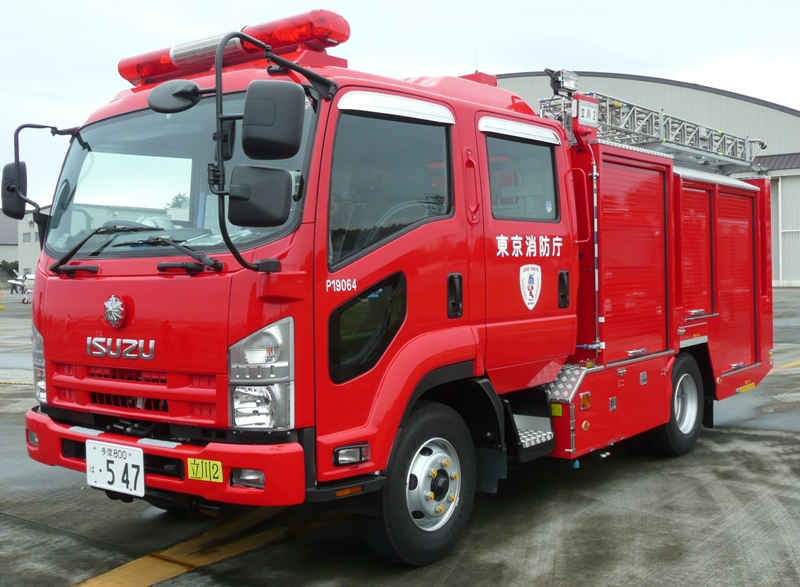
펌프 차량 사양
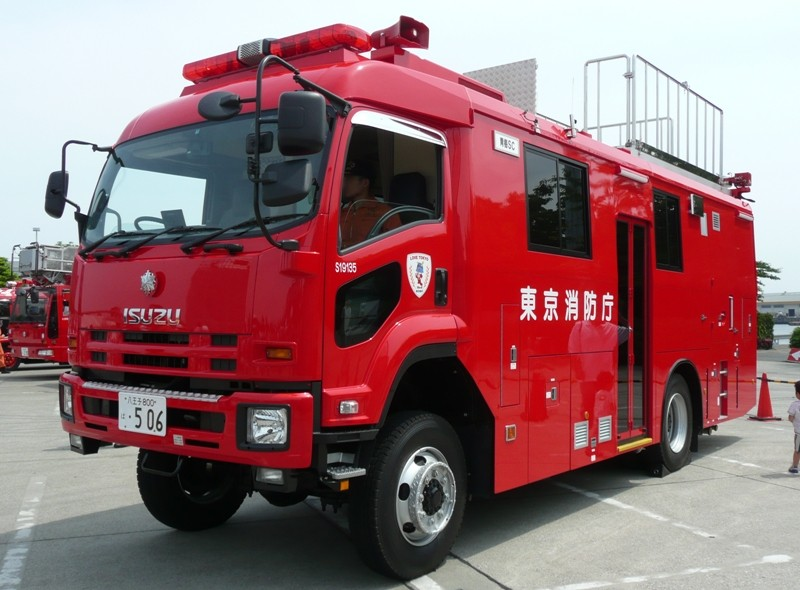
4WD 소방 차량 사양
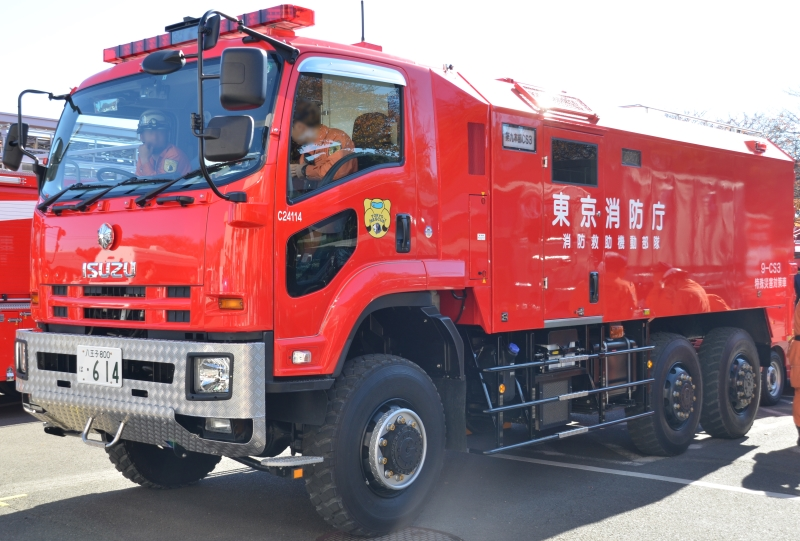
6륜형 소방 차량 사양
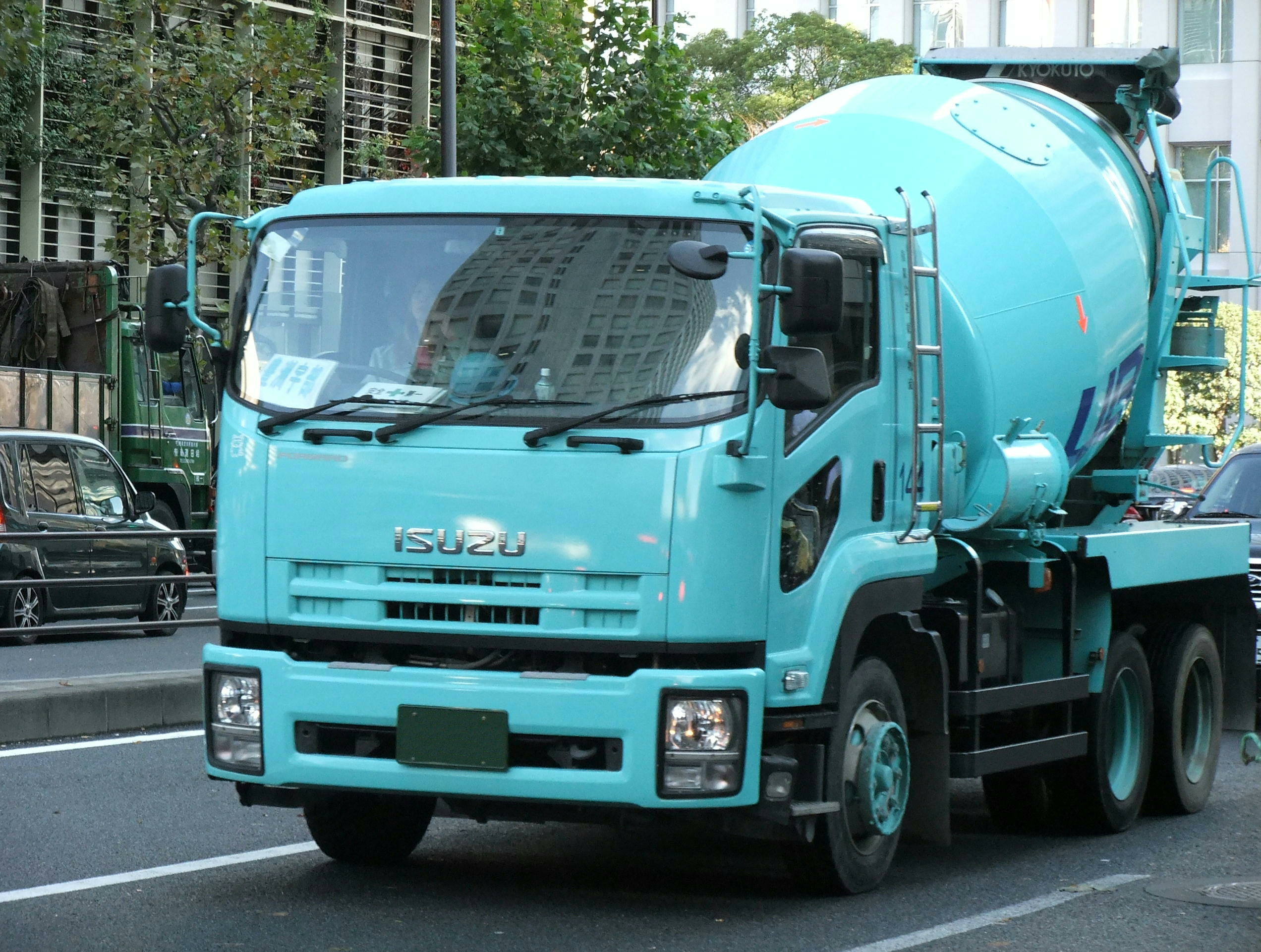
5세대 FX 레미콘 사양

### 이스즈 포워드 저스트 바겐 (1986년~2004년)

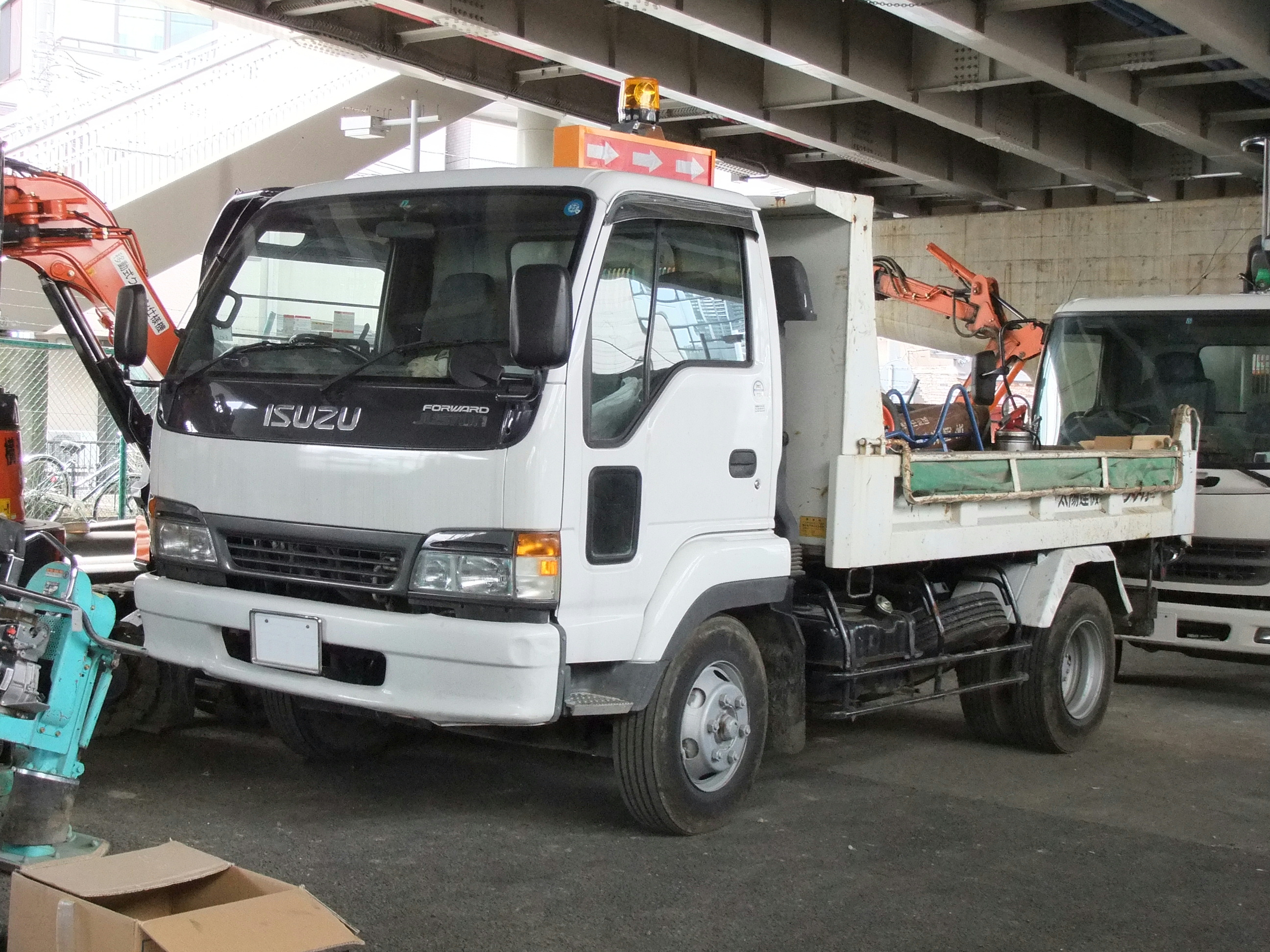
이스즈 포워드 제스트 바겐 2세대 후기형

- 1986년 9월 : 이스즈 포워드 S 모델의 후속으로 출시. 엔진은 6BG1형, 6BG1-N형이 탑재되었다.
- 1988년 8월 : 마이너 체인지로 포론트 그릴이 변경되었다.
- 1990년 6월 : 마이너 체인지로 엔진이 6HE1형으로 변경되었다. 또한 차량 로고가 현재의 서체로 변경되었고 헤드램프가 변경되었다.
- 1994년 7월 : 2세대 모델 출시. 5세대 엘프 엔진과 4세대 포워드 차체를 제작한 차량이다. 에어 오버 유압 브레이크가 추가되었다.
- 1996년 1월 : 경량 사양의 포워드 저스트 바겐 2 모델이 출시되었다.
- 1999년 : 프론트 그릴 변경 및, 에어백이 장착되었다.
- 2002년 : 저스트 바겐 2 모델이 이스즈 포워드와 통합과 동시에 단종되었다.
- 2004년 : 후속 차량 없이 단종되었다.

## 라인업

### 일본
- FRR
- FSR
- FTR
- FVR
- FVM
- FVZ
- FSS
- FTS

### 오세아니아
- FRD
- FSR
- FSD
- FTR
- FVR
- FVD
- FVM
- FVL
- FVZ
- GVD
- FSS
- FTS
- FXR
- FXD
- FXZ
- FXY
- FXL
- GXD

### 단종 모델
- FRD
- FSD
- FRS
- GSR
- JCS (인도에서 제조된 모델)

## 같이 보기
- 이스즈 자동차
- 이스즈 기가
- 이스즈 엘프